# Kruisland
Kruisland est un village situé dans la commune néerlandaise de Steenbergen, dans la province du Brabant-Septentrional. Le 1er janvier, le village comptait 2 370 habitants.